# Hammerfest IF-Stein
Hammerfest IF-Stein is een Noorse voetbalclub uit Hammerfest, in de noordelijke provincie Finnmark. De club ligt vlak bij de Noordkaap en is een van de noordelijkste clubs van het koninkrijk. De traditionele kleuren zijn geel, zwart en rood.

## Geschiedenis
De vereniging speelde als Hammerfest FK voor het laatst in 2007 in de 2. divisjon, de derde klasse. In dat jaar eindigde de ploeg als laatste. Hammerfest speelde ook in 1998, 1999, 2001, 2002, 2003 en 2006 op het derde niveau. 
In 2018 volgde een fusie met HIF-Stein om zo Hammerfest IF-Stein te worden.

## Bekende (oud-)spelers
- Marcus Holmgren Pedersen (tot en met 2016 bij HIF-Stein)

## Bekende (oud-)trainers
- Remco Boere